# Marcela Zsak
Marcela Moldovan-Zsak (n. 3 iunie 1956, Satu Mare) este o scrimeră română specializată pe floretă, laureată cu argint pe echipe la Los Angeles 1984.

## Carieră
A început să practice scrima la vârsta de 12 ani la CSȘ Satu Mare sub îndrumarea antrenorului Alexandru Csipler. În 1975 s-a transferat la CS Farul Constanța cu antrenorul Mihai Echimenco, înainte de a se întoarce în anul 1980 la Satu Mare cu Ștefan Haukler.
A participat la trei ediții ale Jocurilor Olimpice: Montreal 1976, Moscova 1980 și Los Angeles 1984, cucerind medalia de argint pe echipe la acesta ediție. A fost laureată cu bronz pe echipe la Campionatul Mondial din 1977 de la Buenos Aires și la cel din 1978 de la Hamburg. A fost de trei ori campioană a României în 1977, 1982 și 1983. Pentru realizări sale a fost numită Maestru al sportului în 1978 și Maestru emerit al sportului în 1984.
După ce s-a retras din competiție în anul 1985 a devenit antrenor la CSȘ Satu Mare.